# 電容放電式點火

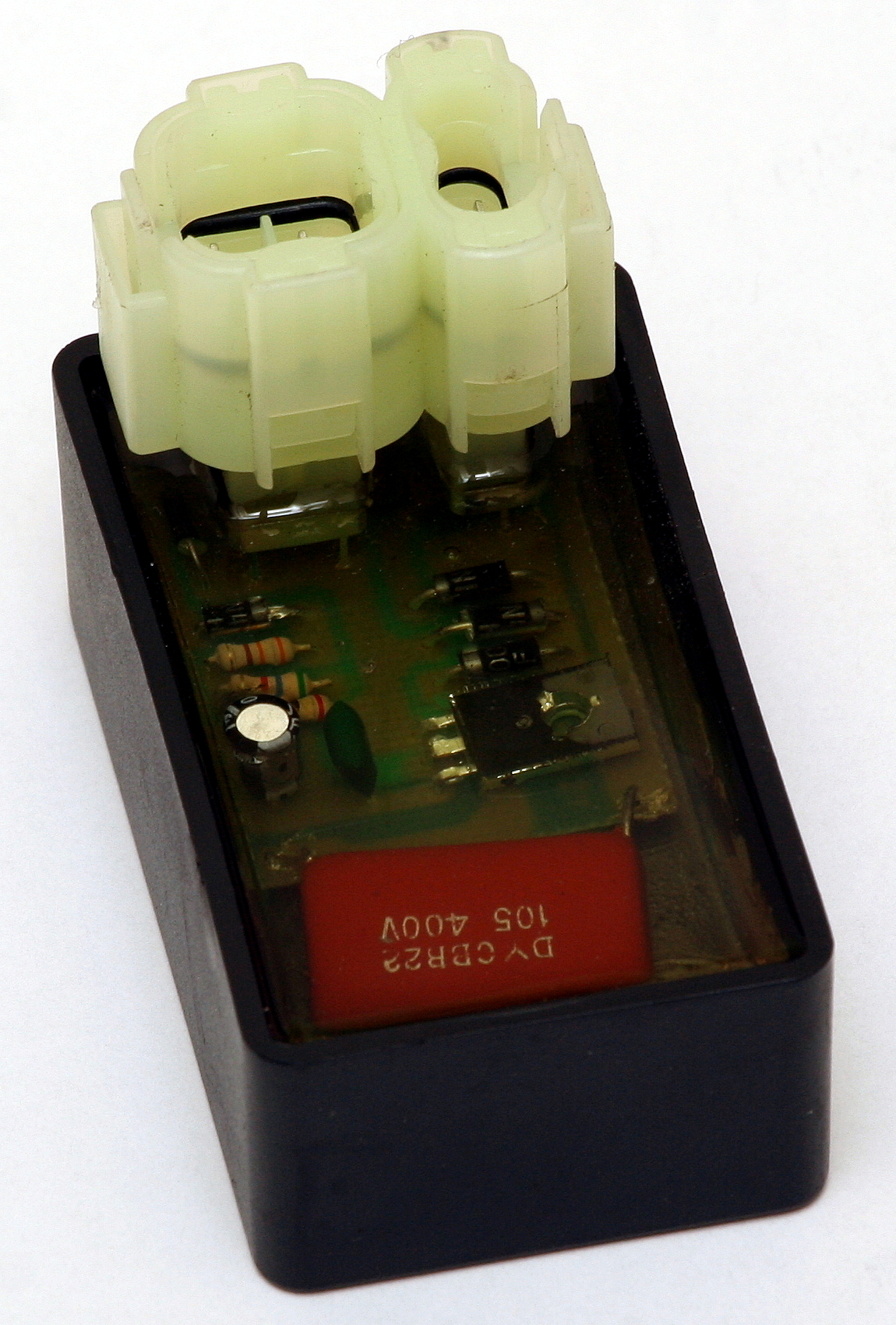

電容放電式點火系統（英語：capacitor discharge ignition，缩写作 ），是電子點火系統之一，被廣泛的應用在摩托車、除草機、電鋸、小型引擎、渦輪動力飛行器和一些汽車上面。為了縮短點火線圈（高壓線圈）的二次電壓產生時間，讓點火系統更適合用在高轉速的引擎上（例如小型引擎、賽車引擎和轉子引擎），採用了電容器充電儲存所需的電量，並在需要的時候一口氣放出電流經過點火線圈，使其產生高壓電觸發火星塞點火。

## 歷史
電容放電式點火系統（CDI）的歷史可追溯到1950年代電子點火系統的萌芽時期，第一個把CDI使用在機車產品上的製造商是川崎機車。
在1960年代，由於美國政府公佈了更嚴格的油耗與排氣標準，加速了電子點火系統的發展；在1970年代，許多小型引擎裝置用CDI來取代使用多時的接點式點火系統（使用白金接點控制點火時機），這其中也包含在全世界熱賣的本田小狼機車（Honda Cub，在台灣是授權三陽機車生產組裝，產品名稱為金旺）。

## 基礎原理
大多數的車輛是使用感應放電式點火系統（電晶體點火系統），這是以電瓶（或發電機）做電源，利用電晶體電路把電壓放大，在需要點火時的瞬間切斷點火線圈的一次側電流導致點火線圈的感應磁場崩潰，讓二次側線圈產生高壓電的方法。在CDI系統中，充電電路對電容充電，當點火觸發訊號傳到CDI時則停止充電並使電容放電，讓儲存在電容的高壓電流向點火線圈產生足以觸發火星塞點火的高壓電。

根據CDI所接的電源不同，大致上可分為AC-CDI和DC-CDI兩類。
- AC-CDI（在中國大陸又稱電容放電式磁電機點火系統）-使用發電線圈（發電機或磁電機）當作CDI輸入電源，這是比較傳統也是市面上常見的CDI種類；一個CDI模組裡包含了充電電路（整流器）、觸發電路（通常是矽控整流器）和一個主電容。首先，發電線圈輸出激磁信號（交流電），然後讓電流經過充電電路（整流器）將交流電轉為半波直流電對主電容充電；當觸發電路接收到點火正時訊號後（由發電線圈發出脈衝波到觸發電路），觸發電路會停止充電電路的運作讓電容放電（SCR連接接地線路），並迅速的讓電流流向低感應係數的點火線圈，這會讓一次線圈300~400伏特的電壓（由剛剛放電的電容提供）經過變壓讓二次線圈產生高達4萬伏特高壓電對火星塞觸發點火；當點火正時訊號停止後，充電電路將會重新連接（觸發電路停止運作，也就是SCR斷路），並再度對主電容充電。

AC-CDI點火系統結構簡單、價格便宜、使用方便。但由於是發電機直接供電，電容器的電壓受發電機轉速影響較大，電容器在低速及高速狀態下充電能量不足，導致點火能量偏弱，容易造成冷車發動困難，高速性能下降等。為了解決電容在低速及高速時充電能量不足的問題，許多中高級摩托車採用直接供電的直流 CDI（DC-CDI）。
- DC-CDI（在中國大陸又稱電容放電式蓄電池點火系統）-使用（蓄）電瓶當作CDI輸入電源；如此一來，發電線圈（發電機、發動機）便會減少一組高壓繞線（降低加工成本，但點火訊號仍由發電機提供），且可降低磁阻造成的引擎負載達到更精準的點火正時（點火時間）；另一方面也改善點火不會因引擎轉速變化造成不穩之情形。而所要增加的便是CDI模組內部線路的複雜度，模組內最主要多了一個小型變壓器，它會將蓄電池12伏特的電壓升壓為300伏特左右的高壓電向主電容器充電，這也讓CDI模組的成本和體積比AC-CDI還要多。

CDI系統所產生的火星塞火花強度是根據電壓和電容容量決定的，但通常都在0.061焦耳附近。(350V*350V/2*1F*10^-6=0.06125J)

## CDI主要的優缺點
CDI能讓二次電壓激昇快，點火火花更穩定也更強大，讓點火正時不會偏移，不若白金接點式會有接點磨耗的問題，高轉時利用轉速與電壓成正比的特性提早觸發SCR(矽控整流器)作動，達到點火提前的目的；但放電時間短，在引擎轉速低或混合比較稀時，火花要持續一段時間才能確實點火；也因為如此，高壓線組需依引擎之特性來搭配。

## 外部連結
- 引擎點火系統
- 單晶片與引擎控制（六） -- 點火系統微控器篇